# Alineament megalític

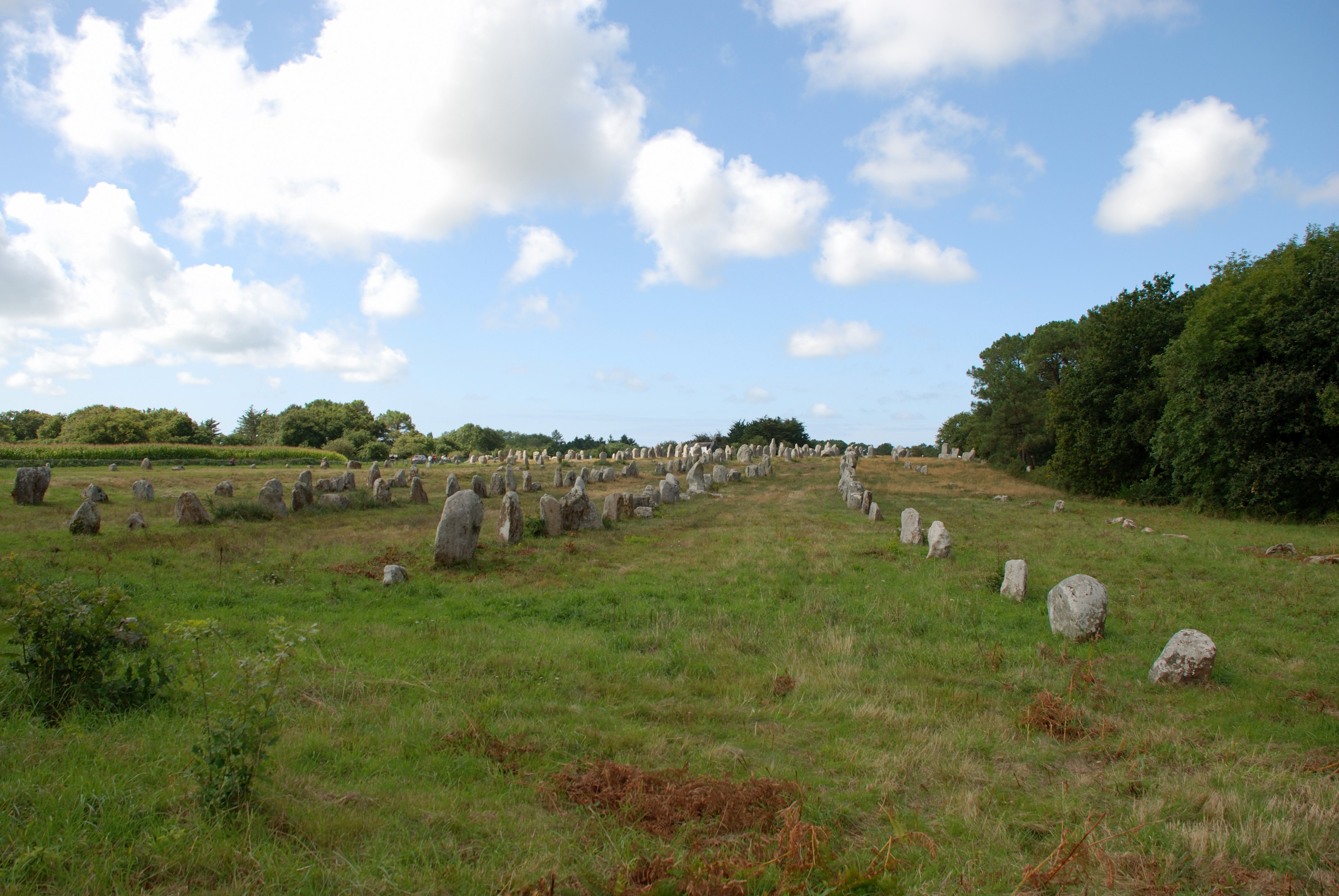
Alineament de Kermaria, Carnac, a la Bretanya

Un alineament megalític (o alineament de pedres) és un ordenament lineal de menhirs paral·lels situats a intervals al llarg d'un o més eixos, normalment datats del Neolític tardà o de l'edat del bronze. Les fileres poden ser-ne individuals o en grup. Tres o més pedres alineades se'n poden considerar un alineament.

## Descripció
Els alineaments de pedres difereixen de les avingudes prehistòriques, perquè les pedres queden sempre en línia recta en comptes de seguir una línia més aviat corba. Els alineaments de pedres poden ser de pocs metres o de diversos quilòmetres de llargària i són de pedres que poden arribar als 2 m, i les més comunes són d'1 m d'alçada. Les pedres darreres de les fileres poden coincidir amb la més grossa, i altres elements megalítics en queden, a vegades, als extrems, sobretot en els enterraments en cairns. Les pedres se'n col·loquen a intervals, i poden variar en alçada al llarg de la seqüència, per donar un aspecte gradual, tot i que no se sap si això és fet a gratcient. Els alineaments s'erigiren en el Neolític tardà i en l'edat del bronze pels pobles del litoral atlàntic, a les Illes Britàniques, parts d'Escandinàvia, nord-oest de l'estat francés, a Galícia i Portugal.

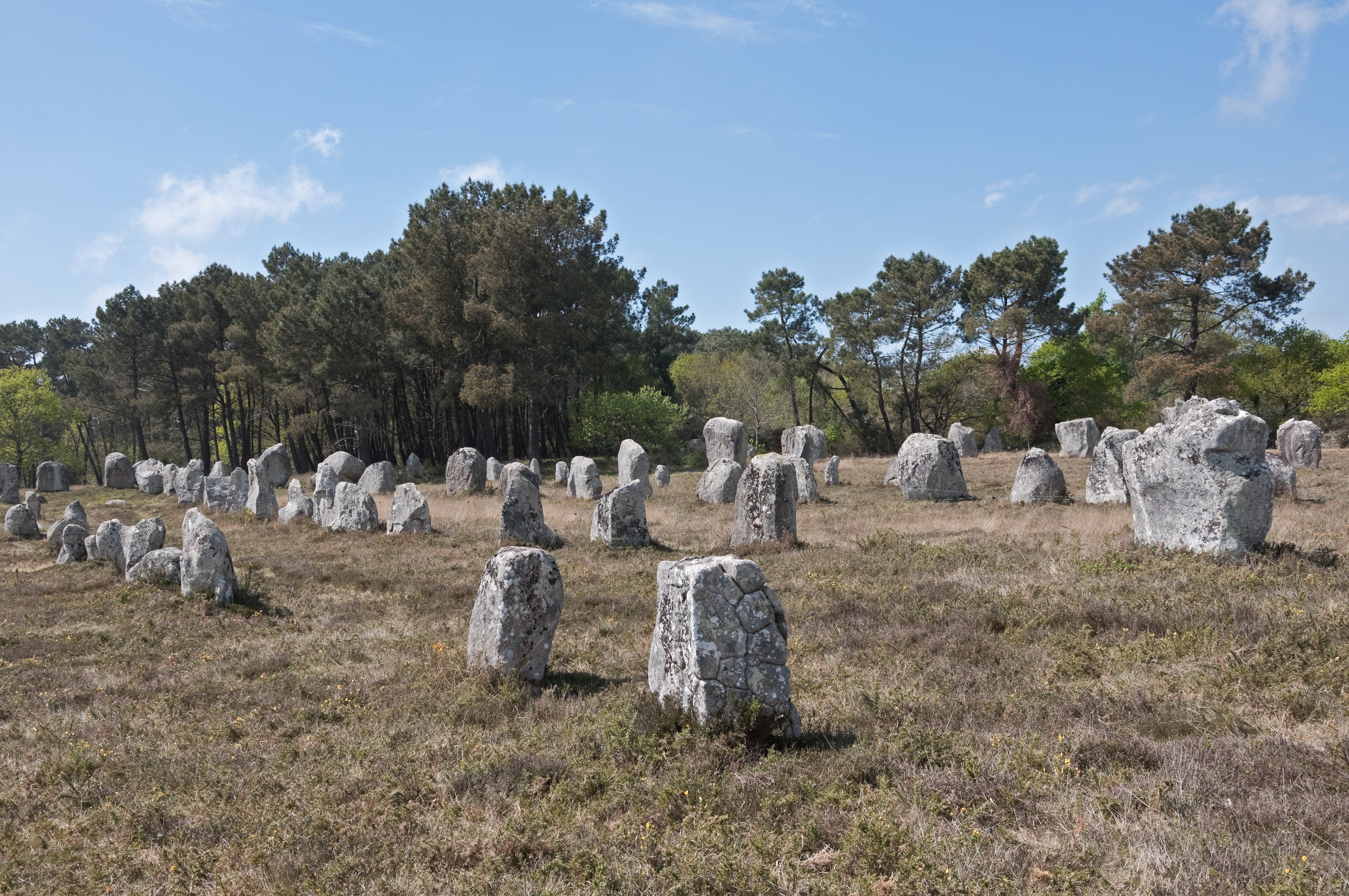
Part de l'alineament de Kerlescan a Carnac (Bretanya)

Els més famosos en són els de Carnac, un conjunt de fileres de pedra a la rodalia de Carnac, Bretanya. N'hi ha un gran nombre d'exemples a Dartmoor incloent-hi la filera de Stall Down i tres fileres a Drizzlecombe i la Hill O Many Stanes a Caithness. A Gran Bretanya se'n troben sols a les zones aïllades d'ermots.

## Possible fi
El terme "alineament" a vegades indica que les fileres es van col·locar en direcció a altres monuments o elements topogràfics o característiques astronòmiques.
La seua finalitat potser era religiosa o ritual: tal vegada marcava un camí de processó. Una altra teoria és que cada generació erigiria una nova pedra per contribuir a una seqüència que mostra una presència contínua de persones.

## Exemples
- Carnac - centenars de pedres, a Bretanya;
- Beenalaght - sis pedres, County Cork, Irlanda;
- Eightercua - quatre pedres, County Kerry, Irlanda;
- Knocknakilla - quatre pedres (una de caiguda), County Cork, Irlanda.